# Ben Stein
Benjamin Jeremy Stein (Washington, 25 novembre 1944) è un attore, scrittore e avvocato statunitense.

## Biografia
Figlio dell'economista Herbert Stein, è cresciuto a Silver Springs, nel Maryland, ed ha frequentato la Montgomery Blair High School assieme a Carl Bernstein, Goldie Hawn e Sylvester Stallone.
Laureato con il massimo dei voti in Economia e gestione delle aziende presso la Columbia University e la Yale Law School, ha lavorato come avvocato, giornalista per i presidenti Richard Nixon e Gerald Ford ed editor per diverse riviste americane. Scrive spesso anche per il Washington Post. Ha scritto e pubblicato anche 16 libri (7 romanzi e 9 libri di saggistica), l'ultimo che riguarda la vita di suo figlio Tom. Ha anche lavorato come sceneggiatore in diverse occasioni.
Come attore, ha lavorato in diversi film, soprattutto commedie. Ha anche lavorato come professore part-time alla Pepperdine University in California.
Nel 1968 ha sposato l'avvocatessa Alexandra Denman da cui ha divorziato nel 1974; i due si riconciliarono poco dopo e nel 1977 si sono risposati ed hanno avuto un figlio, Tom (1987).

## Filmografia parziale

### Attore
- Una pazza giornata di vacanza (Ferris Bueller's Day Off), regia di John Hughes (1986)
- Un biglietto in due (Planes, Trains and Automobiles), regia di John Hughes (1987)
- The Mask, regia di Chuck Russell (1994)
- Richie Rich - Il più ricco del mondo (Richie Rich), regia di Donald Petrie (1994)
- Casper, regia di Brad Silberling (1995)
- Arresti familiari (House Arrest), regia di Harry Winer (1996)
- Casper - Un fantasmagorico inizio (Casper: A Spirited Beginning), regia di Sean McNamara (1997)
- The Mask 2 (Son of the Mask), regia di Lawrence Guterman (2005)

### Doppiatore
- Mignolo e Prof. (Pinky and the Brain) – serie animata, 1 episodio (1998)